# Muhammad Ali Ibrahim
Muhammad Ali Ibrahim (arab. ‏محمد علي إبراهيم‎) – egipski zapaśnik walczący w obu stylach. Srebrny medalista igrzysk afrykańskich w 1999. Mistrz Afryki w 2004, a drugi w 2002 roku.